# Bogovađa
Bogovađa (em cirílico: Боговађа) é uma vila da Sérvia localizada no município de Lajkovac, pertencente ao distrito de Kolubara. A sua população era de 477 habitantes segundo o censo de 2011.

## Demografia
| 1948 | 1953 | 1961 | 1971 | 1981 | 1991 | 2002 | 2011 |
| ---- | ---- | ---- | ---- | ---- | ---- | ---- | ---- |
| 365  | 485  | 562  | 520  | 508  | 531  | 574  | 477  |